# Tortorici
Tortorici es una localidad italiana de la provincia de Mesina, región de Sicilia, con 6.984 habitantes.

Ubicación de la ciudad de Tortorici dentro de la provincia de Mesina.

## Evolución demográfica
| Gráfica de evolución demográfica de Tortorici entre 1861 y 2001 |
|                                                                 |
| Fuente ISTAT - Elaboración gráfica por parte de Wikipedia       |